# Сан-Джорджо-делле-Пертіке
Сан-Джорджо-делле-Пертіке (італ. San Giorgio delle Pertiche, вен. San Giorgio dełe Perteghe) — муніципалітет в Італії, у регіоні Венето, провінція Падуя.
Сан-Джорджо-делле-Пертіке розташований на відстані близько 410 км на північ від Рима, 35 км на захід від Венеції, 15 км на північ від Падуї.
Населення — 10 225 осіб (2014).
Щорічний фестиваль відбувається 3-го понеділка жовтня. Покровитель — святий Юрій.

## Демографія
Населення за роками:

Станом на 1 січня 2023 року в муніципалітеті офіційно проживало 1269 іноземців з 41 країни, серед них 750 громадян країн Євросоюзу та 10 громадян України.

## Сусідні муніципалітети
- Боргорикко
- Кампо-Сан-Мартіно
- Камподарсего
- Кампозамп'єро
- Куртароло
- Санта-Джустіна-ін-Колле
- Вігодарцере